# Jonathan Tah

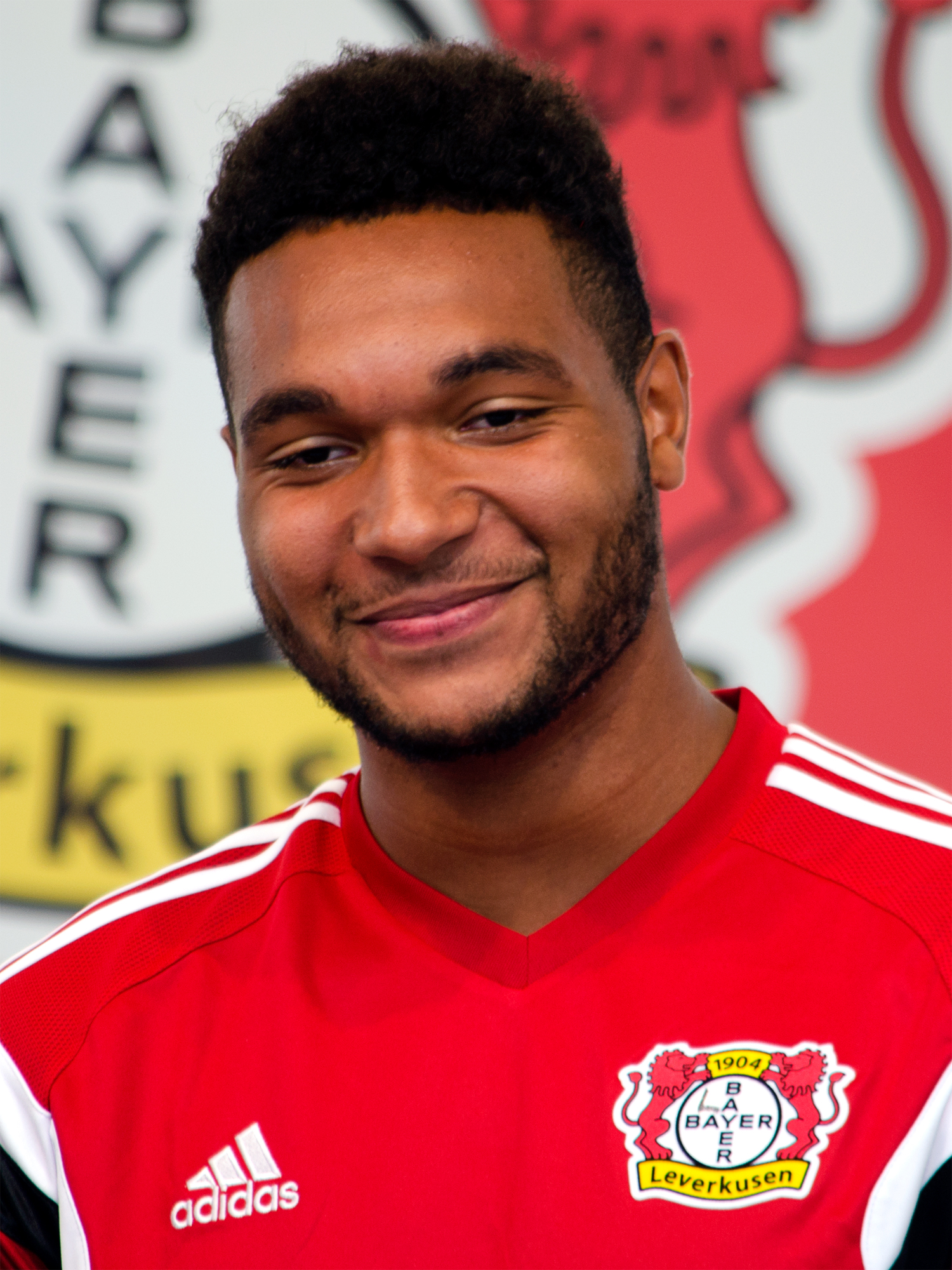
Jonathan Tah (2015)

Jonathan Glao Tah (* 11. února 1996 Hamburk) je německý fotbalový obránce a reprezentant, který v současnosti hraje v německém klubu Bayern Mnichov. Matka je Němka, otec původem z Pobřeží slonoviny.

## Klubová kariéra
- Altonaer FC von 1893 (mládež)
- SC Concordia von 1907 (mládež)
- Hamburger SV (mládež)
- Hamburger SV 2013–2015
- →  Fortuna Düsseldorf (hostování) 2014–2015
- Bayer 04 Leverkusen 2015–2025
- Bayern Mnichov 2025–

## Reprezentační kariéra
V A-mužstvu Německa debutoval 26. 3. 2016 v přátelském zápase v Berlíně proti reprezentaci Anglie (prohra 2:3).
Trenér Joachim Löw jej zařadil do závěrečné 23členné nominace na EURO 2016 ve Francii, z níž vypadl zraněný Antonio Rüdiger. Němci získali na turnaji bronzové medaile, v semifinále je vyřadila domácí Francie po výsledku 0:2. Tah neodehrál na šampionátu ani minutu, byl náhradníkem.

## Úspěchy
- Sestava sezóny Evropské ligy UEFA – 2019/20[6]